# Дамсгор, Миккель
Миккель Крогх Дамсгор (дат. Mikkel Krogh Damsgaard; родился 3 июля 2000) — датский футболист, полузащитник английского клуба «Брентфорд» и национальной сборной Дании.

## Клубная карьера
Уроженец Юллинге, Дамсгор начал играть в футбол за одноимённый клуб в возрасте 8 лет. Тренером выступал его отец. Во время одного из матчей «Юллинге» Миккеля заметил скаут клуба «Норшелланн», который изначально пришёл посмотреть на другого игрока, но в итоге обратил внимание на Дамсгора. В итоге «Норшелланн» предложил юному датчанину контракт.
27 сентября 2017 года 17-летний Дамсгор дебютировал в основном составе «Норшелланна» в матче Кубка Дании против клуба «Вайгор», сделав в игре голевую передачу на партнёра. 26 ноября 2017 года дебютировал в датской Суперлиге в матче против клуба «Хорсенс». 4 марта 2018 года забил свой первый гол в датской Суперлиге в матче против клуба «Раннерс».
Летом 2020 года перешёл в итальянский клуб «Сампдория». 20 сентября 2020 года дебютировал за «Сампдорию» в матче первого тура итальянской Серии А против «Ювентуса», выйдя на замену Мортену Торсбю на 70-й минуте. 17 октября 2020 года забил свой дебютный гол в Серии А в домашнем матче против «Лацио».
10 августа 2022 года перешёл в «Брентфорд» за 15 млн евро (12,7 млн фунтов), подписав с лондонским клубом пятилетний контракт.

## Карьера в сборной
Выступал за сборные Дании до 18, до 19 лет и до 21 года.
11 ноября 2020 года дебютировал в составе главной сборной Дании.
8 ноября 2022 года был включён в официальную заявку сборной Дании для участия в матчах чемпионата мира 2022 года в Катаре.

## Статистика

### Матчи Дамсгора за сборную Дании
| Матчи Дамсгора за сборную Дании | Матчи Дамсгора за сборную Дании | Матчи Дамсгора за сборную Дании | Матчи Дамсгора за сборную Дании | Матчи Дамсгора за сборную Дании | Матчи Дамсгора за сборную Дании |
| ------------------------------- | ------------------------------- | ------------------------------- | ------------------------------- | ------------------------------- | ------------------------------- |
| №                               | Дата                            | Соперник                        | Счёт                            | Голы Дамсгора                   | Соревнование                    |
| 1                               | 11 ноября 2020                  | Швеция                          | 2:0                             | —                               | Товарищеский матч               |
| 2                               | 28 марта 2021                   | Молдова                         | 8:0                             | 2                               | Чемпионат мира 2022 (отбор)     |
| 3                               | 2 июня 2021                     | Германия                        | 1:1                             | —                               | Товарищеский матч               |
| 4                               | 17 июня 2021                    | Бельгия                         | 1:2                             | —                               | Чемпионат Европы 2020           |
| 5                               | 21 июня 2021                    | Россия                          | 4:1                             | 1                               | Чемпионат Европы 2020           |
| 6                               | 26 июня 2021                    | Уэльс                           | 4:0                             | —                               | Чемпионат Европы 2020           |
| 7                               | 3 июля 2021                     | Чехия                           | 2:1                             | —                               | Чемпионат Европы 2020           |
| 8                               | 7 июля 2021                     | Англия                          | 1:2                             | 1                               | Чемпионат Европы 2020           |
| 9                               | 1 сентября 2021                 | Шотландия                       | 2:0                             | —                               | Чемпионат мира 2022 (отбор)     |
| 10                              | 4 сентября 2021                 | Фарерские острова               | 1:0                             | —                               | Чемпионат мира 2022 (отбор)     |
| 11                              | 7 сентября 2021                 | Израиль                         | 5:0                             | —                               | Чемпионат мира 2022 (отбор)     |
| 12                              | 9 октября 2021                  | Молдова                         | 4:0                             | —                               | Чемпионат мира 2022 (отбор)     |
| 13                              | 12 октября 2021                 | Австрия                         | 1:0                             | —                               | Чемпионат мира 2022 (отбор)     |
| 14                              | 3 июня 2022                     | Франция                         | 2:1                             | —                               | Лига наций УЕФА 2022/2023       |
| 15                              | 6 июня 2022                     | Австрия                         | 2:1                             | —                               | Лига наций УЕФА 2022/2023       |
| 16                              | 10 июня 2022                    | Хорватия                        | 0:1                             | —                               | Лига наций УЕФА 2022/2023       |
| 17                              | 22 сентября 2022                | Хорватия                        | 1:2                             | —                               | Лига наций УЕФА 2022/2023       |
| 18                              | 25 сентября 2022                | Франция                         | 2:0                             | —                               | Лига наций УЕФА 2022/2023       |
| 19                              | 22 ноября 2022                  | Тунис                           | 0:0                             | —                               | Чемпионат мира 2022             |
| 20                              | 26 ноября 2022                  | Франция                         | 1:2                             | —                               | Чемпионат мира 2022             |
| 21                              | 30 ноября 2022                  | Австралия                       | 0:1                             | —                               | Чемпионат мира 2022             |
| 22                              | 23 марта 2023                   | Финляндия                       | 3:1                             | —                               | Чемпионат Европы 2024 (отбор)   |
| 23                              | 26 марта 2023                   | Казахстан                       | 2:3                             | —                               | Чемпионат Европы 2024 (отбор)   |
| 24                              | 16 июня 2023                    | Северная Ирландия               | 1:0                             | —                               | Чемпионат Европы 2024 (отбор)   |
| 25                              | 19 июня 2023                    | Словения                        | 1:1                             | —                               | Чемпионат Европы 2024 (отбор)   |
| 26                              | 26 марта 2024                   | Фарерские острова               | 2:0                             | —                               | Товарищеский матч               |

Итого: 26 матчей / 4 гола; 16 побед, 3 ничьи, 7 поражений.